# Coromines (Sora)
Coromines és una masia de Sora (Osona) inclosa a l'Inventari del Patrimoni Arquitectònic de Catalunya.

## Descripció
Casa de planta rectangular construïda amb pedres irregulars i morter. La teulada és a doble vessant i està formada per teules. A la part esquerra de la façana hi ha adossat un porxo.
L'estructura de la casa és similar a altres construccions de tipus popular edificades o reformades al segle xviii.

## Història
El Mas Coromines, amb la seva masoveria de Serarols, ja apareix documentada el 1338. El document és de la venda del delme de Sora que feu en Marc de Sant Agustí a en Pere de Sala. Aquest document és el primer que dona una visió global de la parròquia de Sora.